# أحمد قبلان
الشيخ أحمد عبد الأمير قبلان هو رجل دين لبناني شيعي وابن الشيخ عبد الأمير قبلان نائب رئيس المجلس الإسلامي الشيعي الأعلى في لبنان. من مواليد بلدة ميس الجبل الجنوبية في جبل عامل. ابتدأ دروسه الحوزوية في لبنان ثمَ انتقل إلى إيران لاكمال مرحلة السطوح العليا ومن ثم البحث الخارجي.الذي تلقاه على ايدي الكبار من علماء الطائفة ومع الدراسة الحوزوية حصل على شهادة المحاماة من الجامعة اللبنانية. عيّن في لبنان من قبل المجلس الشيعي الأعلى المفتي الجعفري الممتاز. ويشغل منصب مفتياً جعفرياً ممتازاً حاليا.